# Korail Cycling Team/Saison 2015
Dieser Artikel listet Erfolge und Fahrer des Radsportteams Korail Cycling Team in der Saison 2015 auf.

## Abgänge – Zugänge
| Zugänge        | Team 2014          | Abgänge        | Team 2015 |
| -------------- | ------------------ | -------------- | --------- |
| Min Sunki      |                    | Kang Jiyong    | Unbekannt |
| Lee Seung-Kwon | Seoul Cycling Team | Kim Hong-ki    | Unbekannt |
| Lee Jong-hwa   |                    | Kim Myeong-Sep | Unbekannt |
| Park Jun       |                    | Kim Jun-Bin    | Unbekannt |

## Mannschaft
| Name             | Geburtstag         | Nationalität |
| ---------------- | ------------------ | ------------ |
| Arne Casier      | 23. November 1991  | Belgien      |
| Jang Kyung-gu    | 29. Mai 1990       | Südkorea     |
| Jeong Cheung-gyo | 24. Dezember 1989  | Südkorea     |
| Lee Jong-hwa     | 6. März 1995       | Südkorea     |
| Lee Seung-Kwon   | 22. April 1993     | Südkorea     |
| Lee Won-jae      | 17. Oktober 1986   | Südkorea     |
| Min Sunki        | 24. April 1996     | Südkorea     |
| Park Jun         | 24. September 1996 | Südkorea     |